# بیلسکو و هوریتس
بیلسکو و هوریتس (به چکی: Bílsko u Hořic) یک منطقهٔ مسکونی در جمهوری چک است که در شهرستان ییچین واقع شده‌است.